# Pădurea Borceac (arie protejată)
Borceac sau Borceag este un sector reprezentativ cu vegetație silvică în raionul Cahul, Republica Moldova, în apropiere de satul Borceag. Este amplasat în ocolul silvic Moscovei, subparcelele 18E și 19C. Are o suprafață de 11,3 ha sau 10,7 ha. Obiectul este administrat de Întreprinderea Silvo-Cinegetică „Manta-V”.

## Caracteristici geografice
Pădurea este amplasată pe un platou în apropiere de satul Borceag, raionul Cahul.

## Diversitate floristică
Aria protejată este amplasată în habitate de tip:
- Păduri-rariști dacice de stejar-pufos (Quercus pubescens) cu Lithospermum purpurocaeruleum;
- Păduri-rariști vest-pontice de stejar-brumăriu (Quercus pedunculiflora) cu Acer tataricum.

Au fost documentate 101 specii de plante vasculare: 6 specii de arbori, 8 de arbuști și 87 de specii de plante ierboase.

### Arbori
În pădure sunt două arborete natural-fundamentale, de productivitate inferioară (64-97 m3/ha):
- în subparcela 19C sunt atestați 90% stejar pufos și 10% stejar brumăriu
- în subparcela 18E sunt atestați 80% stejar brumăriu, 10% frasin

Lista speciilor de arbori este următoarea: Acer tataricum, Cerasus avium, Pyrus pyraster, Quercus pedunculiflora, Quercus pubescens, Ulmus carpinifolia.

### Arbuști
În zona protejată Borceag cresc următoarele specii de arbuști:
- Amygdalis nana
- Cotinus coggygria
- Crataegus monogyna
- Euonymus europaea
- Ligustrum vulgare
- Prunus spinosa
- Rhamnus cathartica
- Rosa canina

### Ierburi
Cele 87 de specii de plante ierboase sunt:
- Achillea collina
- Adonis vernalis
- Agrimonia eupatoria
- Ajuga genevensis
- Arctium lappa
- Artemisia austriaca
- Asparagus tenuifolius
- Astragalus glycyphyllos
- Atriplex prostrata
- Ballota nigra
- Betonica officinalis
- Bothriochloa ischaemum
- Bromopsis inermis
- Campanula persicifolia
- Campanula rapunculoides
- Carex michelii
- Clinopodium vulgare
- Convolvulus arvensis
- Corydalis solida
- Dactylis glomerata
- Dianthus membranaceus
- Dictamnus gymnostylis
- Elytrygia repens
- Eryngium campestre
- Erigeron annus
- Euphorbia stepposa
- Festuca valesiaca
- Ficaria verna
- Filipendula vulgaris
- Fragaria vesca
- Galium mollugo
- Galium verum
- Geum urbanum
- Glechoma hirsuta
- Hypericum perforatum
- Inula britannica
- inula hirta
- Iris graminea
- Knautia arvensis
- Lamium purpureum
- Lathyrus pallescens
- Lavatera thuringiaca
- Leonurus cardiaca
- Leopoldia comosa
- Linaria genistifolia
- Marrubium peregrinum
- Medicago romanica
- Medicago sativa
- Melandrium album
- Melica transsilvanica
- Melica uniflora
- Mentha arvensis
- Mycelis muralis
- Nepeta parviflora
- Origanum vulgare
- Ornithogalum fimbriatum
- Peucedanum alsaticum
- Phlomis tuberosa
- Tlantago major
- Plantago stepposa
- Polygonatum latifolium
- Polygonatum multiflorum
- Potentilla argentea
- Potentilla micrantha
- Potentilla recta
- Pyrethrum corimbosum
- Salvia nemorosum
- Salvia pratensis
- Sedum maximum
- Senecio erucifolius
- Sonchus arvensis
- Stipa capillata
- Tanacetum vulgare
- Taraxacum officinale
- Thalictrum minus
- Trifolium alpestre
- Trifolium repens
- Urtica dioica
- Valeriana officinalis
- Veronica austriaca
- Vicia dumetorum
- Vicia tenuifolia
- Vicia villosa
- Vinca herbacea
- Viola ambigua
- Viola hirta
- Vincetoxicum hirundinaria

### Specii rare
Șase specii de plante din rezervație sunt incluse în Lista plantelor rare protejate de stat: Amygdalis nana, Adonis vernalis, Asparagus officinalis, Asparagus tenuifolius, Dictamnus gymnostylis și Ornithogalum fimbriatum. Ultimele două sunt considerate specii amenințate.

### Diversitate fitocenotică
Comunitățile de plante sunt atribuite la:
- as. Cotino-Quercetum pubescentis Soó 1932;
- as. Quercetum pedunculifloae Borza 1937.

## Statut de protecție
Pădurea Borceag este o suprafață cu arborete natural-fundamentale valoroase de pădure de stejar pufos și stejar brumăriu, fiind astfel considerată o arie naturală protejată cu valoare conservativă moderată. Au fost evidențiate 6 specii de plante rare.
Pădurea a fost luată sub ocrotirea statului prin Legea nr. 1538 din 25 februarie 1998 privind fondul ariilor naturale protejate de stat, în anexele căreia este atribuită la categoria „Monumente ale naturii de tip botanic, a) sectoare reprezentative de vegetație silvică”.
Habitatele vegetale din poieni sunt amenințate din cauza recreerii neorganizate a populației.
Pentru ameliorarea situației ecologice, este recomandată implementarea unor măsuri de conservare a speciilor amenințate și amenajarea unor locuri de odihnă a populației.